# Pierre le Grand interrogeant le tsarévitch Alexis à Peterhof
Pierre le Grand interrogeant le tsarévitch Alexis à Peterhof (russe : « Пётр I допрашивает царевича Алексея Петровича в Петергофе ») est un tableau du peintre russe Nikolaï Gay (1831-1894). Il fait partie des collections de la galerie Tretiakov.
Le tableau a été peint pour la 1re exposition des Ambulants, à Saint-Pétersbourg, en novembre 1871. Le sujet en a été choisi par l'artiste dans la perspective du 200e anniversaire de la naissance de Pierre le Grand (1672-1725). Après l'exposition, la toile a été achetée par Pavel Tretiakov,.
Nicolaï Gay a fait plusieurs versions d'auteur de ce tableau, dont l'une a été achetée par Alexandre II. Elle appartient actuellement à la collection du Musée Russe.

## Histoire
Au début 1870, le peintre russe Nikolaï Gay revient en Russie d'Italie, où il a vécu et travaillé de 1857 à 1863 et de 1864 à 1869. Il s'installe avec sa famille en mai 1870 à l'île Vassilievski à Saint-Pétersbourg. Dans cette période, il se rapproche des peintres et écrivains progressistes, et est un des fondateurs des Ambulants. Dans son œuvre apparaissent alors des sujets liés à l'histoire russe des XVIIIe siècle et XIXe siècle. La toile Pierre le Grand et le tsarévitch Alexis, sujet dont l'actualité était réveillée par l'approche du 200e anniversaire de la naissance du tsar, fait partie des premières œuvres se rattachant à cette inspiration,.
Gay l'explique ainsi dans ses mémoires:

« Pendant 10 ans vécus en Italie, j'ai subi son influence, et j'en suis revenu complètement italien, voyant tout en Russie sous une nouvelle lumière. J'ai ressenti en tout et partout l'influence et les effets des réformes de Pierre Ier. Ce sentiment était si fort, que je me suis laissé séduire par lui, et, sous l'effet de cette séduction, j'ai eu l'idée de ma toile Pierre le Grand et le tsarévitch Alexis. »

Travailant sur ce projet, Gay étudie des documents historiques portant sur l'action du tsar. Il en discute avec ses amis et ses connaissances, et notamment avec l'historien et homme public Nicolas Kostomarov. Sa première perception très idéalisée de la personnalité de Pierre le Grand fait place à une appréciation plus réaliste, et il prend conscience de la cruauté et des souffrances qui ont été le prix des succès des réformes de l'époque. Le peintre résume ainsi le chemin qu'il a fait :

« Pendant que je peignais Pierre le Grand et le tsarévitch Alexis, j'éprouvais de la sympathie pour Pierre, mais ensuite, après avoir étudié beaucoup de documents, cette sympathie est devenue impossible. Ce qui l'avait fait disparaître, c'est qu'il était dit que pour lui les intérêts de la patrie étaient au-dessus des sentiments de père, et ceci justifiait sa cruauté, mais tuait l'idéal. »

Nikolaï Gay prépare la toile Pierre le Grand interrogeant le tsarévitch Alexis à Peterhof pour la 1re exposition de la société des expositions de peinture itinérante (les Ambulants), dont l'ouverture est repoussée plusieurs fois, mais qui finalement a lieu en novembre 1871. Pavel Tretiakov achète la peinture directement dans l'atelier de Gay, et c'est la première de ce peintre qui rentre dans sa collection personnelle.
Lors de l'exposition, la toile plait à l'empereur Alexandre II, qui manifeste également son intention de l'acheter, mais personne n'ose lui dire qu'elle est déjà vendue. Pour régler cet imbroglio, Gay propose de peindre une copie d'auteur pour Tretiakov, et de remettre l'original à Alexandre II. Mais il lui faut l'accord de Pavel Tretiakov, et c'est finalement la copie d'auteur qui échoit à l'empereur, et qui finira dans les collections du Musée Russe. 

## Sujet et description
La toile représente Pierre le Grand et son fils Alexeï Petrovitch, dans un intérieur du palais Monplaisir à Peterhof. Pierre est assis à droite d'une table, dans un fauteuil, habillé de velours rouge, et le tsarévitch Alexis est debout à gauche. Le peintre développe une interprétation psychologique du drame historique : le tsarévitch Alexis, hostile à la manière sévère et despotique avec laquelle sont conduites les réformes de Pierre le Grand, a fui en l'Europe de l'ouest, mais en a été rappelé ; accusé de préparer une prise du pouvoir en Russie, il est enfermé sur ordre de son père dans la forteresse Pierre-et-Paul, où il meurt sous les tortures le 26 juin 1718 (7 juillet dans le calendrier grégorien).  
Bien que l'apparence de Pierre et du Tsarévitch soit calme, leur état intérieur est plein d'émotion et de tension spirituelle. Il est évident qu'une discussion orageuse vient de s'achever, dont l'issue est que Pierre est encore plus convaincu de la trahison de son fils.  Les documents étalés sur la table (un des feuillets est tombé sur le sol) le soulignent. Avant de mettre fin à l'échange, Pierre observe le visage de son fils, espérant encore y voir un signe de repentir. Alexis baisse alors les yeux sous le regard de son père, certain de ce qu'il ne se décidera pas à condamner à mort son propre fils. Il se tait et ne demande pas le pardon.  
L'agencement des lumières accentue la différence entre les deux personnages. Selon la critique d'art Tatiana Karpova, la silhouette du tsarévitch Alexis est la plus pauvrement éclairée, « d'une lumière lunaire, presque morte », symbole de ce qu'il « appartient déjà à l'empire des ténèbres, plutôt qu'au monde réel des passions et des couleurs ». De son côté, le visage de Pierre, au contraire, est « modelé par l'énergie d'une lumière contrastée ».   
Le coin de la table, et la nappe rouge sombre qui pend devant elle, est « d'une couleur de deuil », comme si elle séparait le père et le fils et augurait du dénouement tragique de ce drame. L'alternance des carreaux noirs et blancs sur le sol donne plusieurs des clefs de l'œuvre, image « et de l'esprit d'ordre de l'époque, et du noir et du blanc des personnalités de Pierre et du tsarévitch, et de l'échiquier, sur lequel Alexis a perdu sa dernière partie ».  
Dans les documents historiques, il n'y a pas de sources indiquant que Pierre le Grand a interrogé le tsarévitch Alexis dans le palais de Monplaisir, qui n'était d'ailleurs pas encore complétement construit en 1778. Il est vraisemblable que la rencontre a eu lieu ailleurs. Il est également peu probable que Pierre ait interrogé son fils en tête-à-tête. Malgré tout, Gay a fait le choix de ne représenter que l'empereur et le tsarévitch, pour se donner la possibilité de se concentrer sur l'expression psychologique de leurs sentiments.  
L'instant représenté sur le tableau est celui, douloureux, de la prise de décision. Par là, Gay montre qu'il veut montrer dans Pierre le Grand, non le bourreau, mais le père, plaçant devant ses inclinaisons personnelles les intérêts de l'État. La critique Alla Verechtchaguina remarque, que c'est la première fois dans l'histoire de la peinture russe qu'est créé « un type d'acteurs historiques placé dans la réalité, étranger à toute forme d'idéalisation », d'autant plus que « cette approche psychologique a abouti à une œuvre authentiquement historique ».

## Esquisses et versions

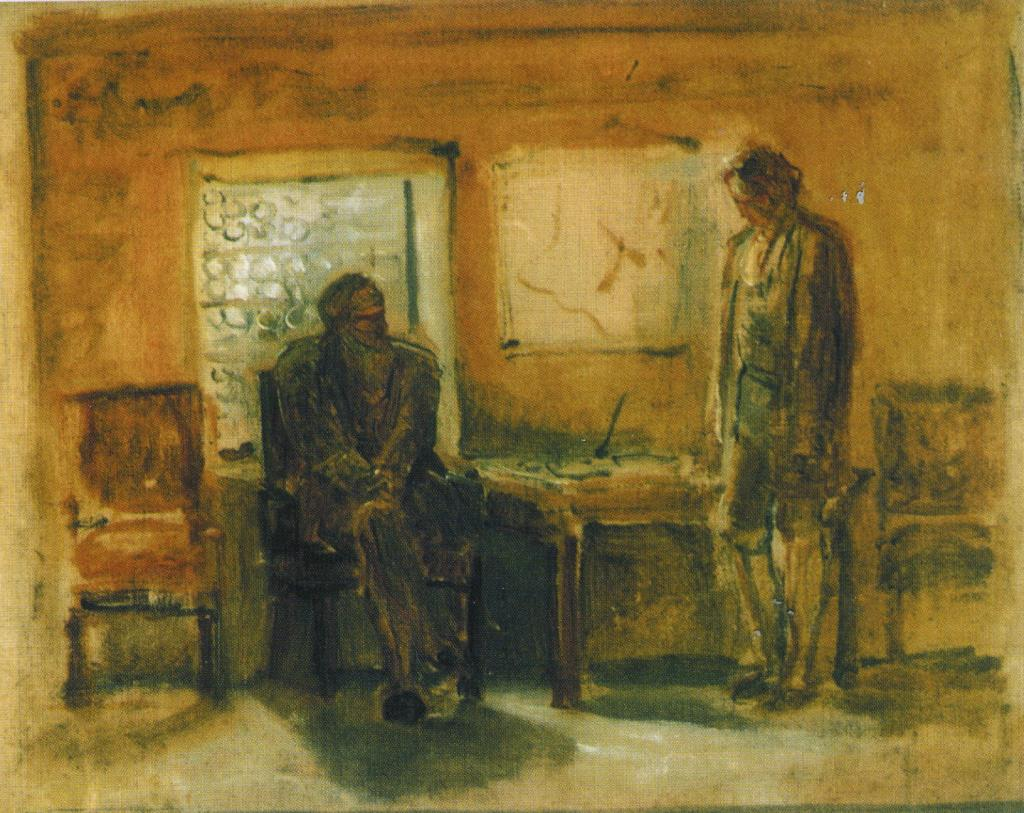
Pierre le Grand interrogeant le tsarévitch Alexis à Peterhof (esquisse,, 1870, galerie Tretiakov)

Une esquisse du tableau est également détenue par la galerie Tretiakov. Il s'agit d'une huile sur toile peinte en 1870, de petit format, 22 × 26,7 cm. Elle a été achetée aux héritiers par A. A. Kourennov en 1970. 
Il existe en outre plusieurs copies d'auteur de la toile, de plein format et homonymes. L'une d'entre elles se trouve au Musée Russe. C'est une huile sur toile, peinte en 1872, de format 134,5 × 173 cm. Elle était jusqu'en 1897 en possession du musée de l'Ermitage.  
Une autre copie, également datée de 1872, se trouve au musée des arts d'Ouzbékistan à Tachkent,. Elle provient de la collection du grand-duc Nicolas Constantinovitch de Russie,, et selon certaines sources, elle était auparavant dans la collection de son père, le grand-duc. En outre, une copie d'auteur non datée est au Musée des beaux-arts du Turkmenistan (en) à Achgabat. 
Des copies de plus petit format de la toile sont également connues,. L'une d'elles, une huile sur toile de 58,4 × 74,3 cm, datée de 1874, se trouve au Musée-réserve d'Histoire, d'architecture et des beaux-arts de Ribinsk (ru). Une autre, datée également de 1874 appartient au Musée-réserve de Novgorod, et une dernière, datée de 1878, se trouve dans une collection privée à Kiev,.

## Réception et critique
Dans son article d'ensemble La première exposition de peinture itinérante, publié dans la revue Annales de la Patrie, l'écrivain et critique Mikhaïl Saltykov-Chtchedrine accorde une grande attention au tableau de Gay. Il écrit en particulier :

« Nous nous trouvons tout de suite face à la peinture du professeur Gay, Pierre le Grand interrogeant son fils. Devant nous, deux hommes dans une position simple et sévère, n'ayant rien de frappant ... Il n'en est pas moins que tous ceux qui voient ces deux personnages ordinaires, représentés sans effet, sont forcément conscients d'être témoin d'un de ces drames des plus déchirants, d'un de ceux qui ne peuvent s'effacer de la mémoire. »

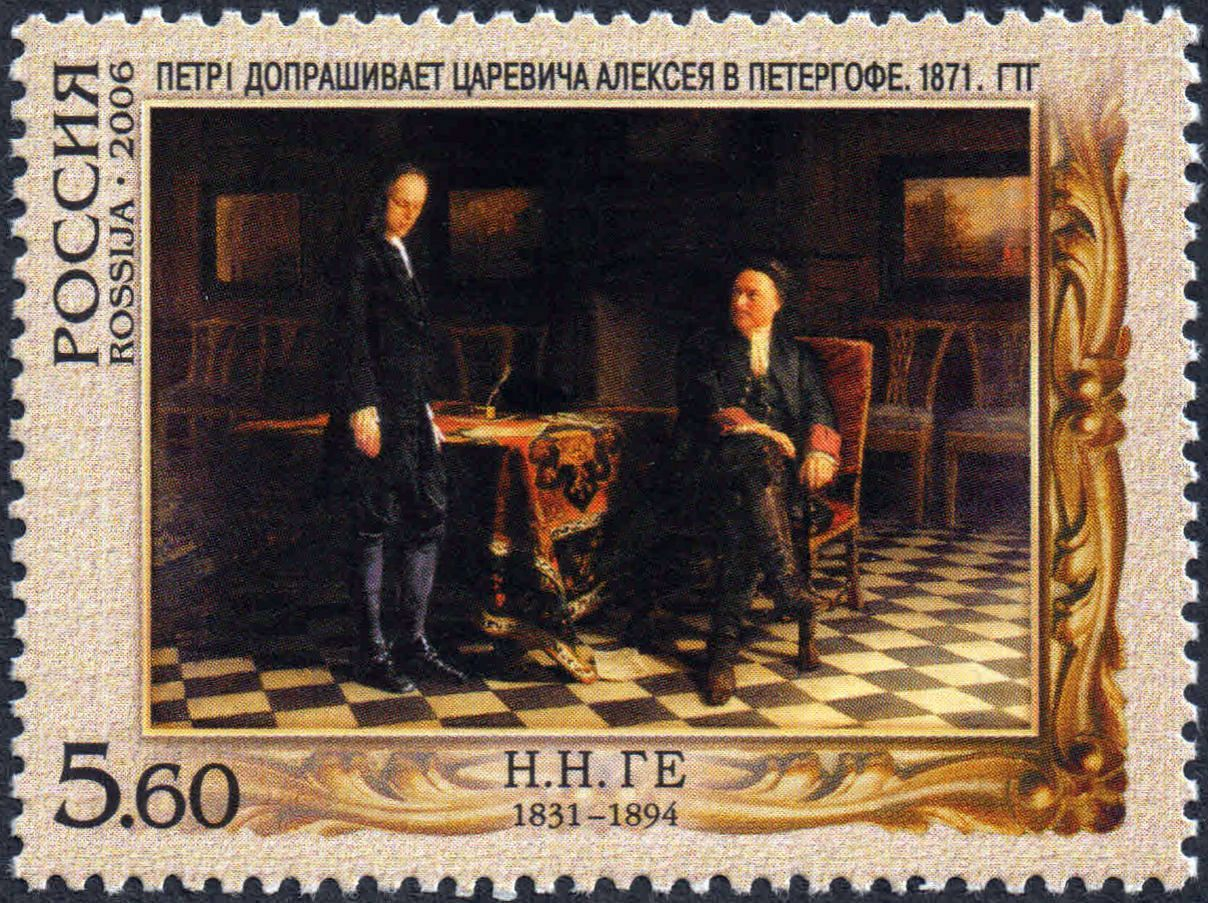
Peinture Pierre le Grand interrogeant le tsarévitch Alexis à Peterhof sur un timbre de la poste de Russie de 2006.

Remarquant, que « la personnalité de Pierre est à l'évidence sympathique à M. Gay », Saltykov-Chtchedrine, de son côté dit sa grande estime pour le rôle de l'empereur dans l'histoire russe et pour ses qualités morales. Il évalue positivement les réformes de Pierre le Grand, considérant que l'échec ultérieur de quelques-unes d'entre elles ne lui est pas imputable, mais est dû « au fait que ceux qui ont poursuivi son œuvre n'en ont appliqué que la lettre et en ont complètement oublié l'esprit ». C'est pourquoi dans la représentation du conflit, les sympathies de Saltykov-Chtchedrine sont entièrement pour Pierre, qui redoute, que le tsarévitch Alexis, montant sur le trône en qualité d'héritier, détruise la plus grande part de ce qu'il a créé. Selon Saltykov-Chtchedrine, « le personnage de Pierre se présente dans la clarté d'une beauté accomplie que donne seulement à l'être humain une paix intérieure admirable », tandis que le tsarévitch Alexis est rempli d'inquiétude par le rendez-vous avec son père, « une inquiétude morale, d'une autre nature, celle d'un être vil ».    
Le critique d'art Vladimir Stassov publie aussi un article sur la 1re exposition des Ambulants. Il voit également dans la toile une des meilleures qui y sont présentées. Il écrit en particulier que :    

« Aucune peinture de M. Gay n'a encore apporté une telle impression de maturité et de maîtrise. La force et la couleur d'objets mineurs, comme, par exemple, le tapis posé sur la table, la simplicité et la vérité inhabituelle de chaque détail, en allant du visage de Pierre ... jusqu'à ses bottes poussiéreuses et à son caftan, tout cela fait de cette toile un des joyaux de la Russie, au niveau des meilleures peintures historiques du nouvel art occidental. »

En outre, se distinguant de Saltykov-Chtchedrine, Stassov est beaucoup plus critique sur la personnalité de Pierre le Grand, voyant en lui un tyran et un despote, et dans le tsarévitch une victime, et, avec ce point de vue, il critique la composition de la toile de Gay.
La critique Natalia Zograf, étudiant l'œuvre de Gay, considère que cette peinture est un témoignage éclatant du rapprochement de l'approche artistique de Gay de celle des Ambulants : pour saisir ces personnages historiques, « il s'intéresse avant tout aux motifs intérieurs et psychologiques de leurs actions », et « il est guidé par l'exigence d'apprécier les hommes et les événements dans leur dimension morale ».